# Orthoparamyxovirinae
Ortoparamyxovirinae è una sottofamiglia di virus pleomorfi, appartenenti all'ordine Mononegavirales, famiglia Paramyxoviridae, in possesso di un nucleocapside a simmetria elicoidale e genoma ad RNA a singolo filamento negativo avvolto da una membrana lipoproteica. Appartengono a questa famiglia, fra gli altri, alcuni virus parainfluenzali e il virus del morbillo. Fino al 2018 la sottofamiglia si chiamava Paramyxovirinae.

## Genoma
Fino a pochi decenni fa, i virus della vecchia sottofamiglia Paramyxovirinae erano classificati in tre generi: Respirovirus, Morbillivirus, e Rubulavirus. Dagli anni settanta in poi diverse nuove specie di Paramixoviridae sono state isolate in una grande varietà di animali, acquatici e terrestri, compreso l'uomo. In molti casi questi virus sono stati isolati nel corso di epidemie. Negli ultimi decenni, la caratterizzazione del genoma di questi virus nuovi ha permesso di mettere in evidenza che, all'interno della sottofamiglia Paramyxovirinae, la diversità genetica è molto maggiore di quanto non fosse noto in precedenza. Nel 2018, i generi Avulavirus e Rubulavirus, fino a quell'anno assegnati alla sottofamiglia Paramyxovirinae, sono stati elevati al rango di sottofamiglia, diventando rispettivamente Avulavirinae e Rubulavirinae.
Tutti i virus della sottofamiglia Orthoparamyxovirinae condividono un genoma costituito da sei geni:
3'-NP-P/C/V-M-F-H/HN/G-L-5'
dove:
- NP - gene per la nucleoproteina NP la quale permette di formare nucleocapsidi a simmetria elicoidale resistenti alle RNAsi
- P/C/V - gene P che codifica tre fosfoproteine (P, C e V)[5]
- M - gene per la proteina di matrice
- F - gene per la glicoproteina virale F (di fusione), la quale interagisce con lo strato di proteine della matrice virale sulla superficie interna della membrana virale
- H/HN/G (indicato anche come RBP, receptor-binding protein) - glicoproteina virale per l'emoagglutinina (H) o per l'emoagglutinina-neuramminidasi (HN), responsabili dell'agglutinazione delle emazie di pollo o, in minor misura, degli eritrociti umani di gruppo 0, ovvero "proteina G", proteina di adsorbimento
- L - gene per la proteina di maggiori dimensioni (L = large)

## Tassonomia
La sottofamiglia è suddivisa nei seguenti generi.
- Genere Aquaparamyxovirus
  - Oncorhynchus aquaparamyxovirus
  - Salmo aquaparamyxovirus - specie tipo
- Genere Ferlavirus
  - Reptilian ferlavirus
- Genere Henipavirus
  - Cedar henipavirus
  - Ghanaian bat henipavirus
  - Langya henipavirus
  - Hendra henipavirus - specie tipo
  - Mojiang henipavirus
  - Nipah henipavirus
- Genere Respirovirus
  - Bovine respirovirus 3
  - Caprine respirovirus 3 
  - Virus parainfluenzale umano 1
  - Virus parainfluenzale umano 3
  - Murine respirovirus - specie tipo
  - Porcine respirovirus 1
  - Squirrel respirovirus
- Genere Jeilongvirus
  - Beilong jeilongvirus - specie tipo
  - Jun jeilongvirus
  - Lophuromys jeilongvirus 1
  - Lophuromys jeilongvirus 2
  - Miniopteran jeilongvirus
  - Myodes jeilongvirus
  - Tailam jeilongvirus
- Genere Morbillivirus
  - Virus del Cimurro
  - Cetacean morbillivirus
  - Feline morbillivirus
  - Virus del morbillo - specie tipo
  - Phocine morbillivirus
  - Virus della peste bovina
  - Small ruminant morbillivirus
- Genere Narmoviurs
  - Mossman narmovirus
  - Myodes narmovirus
  - Nariva narmovirus - specie tipo
  - Tupaia narmovirus
- Genere Salemvirus
  - Salem salemvirus